# Frithuwald z Bernicji
Frithuwald z Bernicji (Frithuwold, Friduuald, FrioÞowald; zm. 585) - władca średniowiecznego anglosaskiego królestwa Bernicji.
Informacje na temat życia i panowanie Frithuwalda są bardzo skąpe, co jest efektem braku zachowanych źródeł mu współczesnych. Jego imię jest znane z anonimowej listy władców Nortumbrii z 737 roku, jednak daty jego panowania (579-585) są umowne. Howard Thomas w swoim Dictionary of National Biography identyfikuje Frithuwalda jako jednego z dwunastu synów Idy i Bearnoch. Z kolei z Historii Brittonum Nenniusza wiadomo, że objął władzę nad Bernicją po śmierci Teodoryka w bitwie przeciw Urienowi z Rheged. Z kolei następcą Frithuwalda został Hussa.